# Terbmisvaara
Terbmisvaara (nordsamiska: Dierpmesvárri) är ett berg i Lapska armens ödemarksområde i Finland. Det ligger i Enontekis i landskapet Lappland, i den norra delen av landet, 1 000 km norr om huvudstaden Helsingfors. Toppen på Terbmisvaara är 1 026 meter över havet.
Terrängen runt Terbmisvaara är huvudsakligen kuperad, men åt sydost är den platt. Terbmisvaara ligger uppe på en höjd som går i nord-sydlig riktning. Trakten runt Terbmisvaara är nära nog obefolkad, med mindre än två invånare per kvadratkilometer. Närmaste större samhälle är Kilpisjärvi, 19,5 km väster om Terbmisvaara. Omgivningarna runt Terbmisvaara är i huvudsak ett öppet busklandskap.  En ödestuga ligger på andra sidan av sjön Dierpmesjávri, som sträcker sig längs bergets branta nordsluttning.